# Pasirtangkil
Pasirtangkil is een bestuurslaag in het regentschap Lebak van de provincie Banten, Indonesië. Pasirtangkil telt 3911 inwoners (volkstelling 2010).